# Alex Holzwarth
Alex Holzwarth (né le 4 octobre 1968 à Landshut en Bavière) est un batteur, membre jusqu'en 2016 du groupe Rhapsody of Fire.

## Biographie
Il commence la batterie à l'âge de 10 ans, avec pour professeur Seppl Niemeyer. Deux ans plus tard, Alex s'achète une deuxième grosse caisse ce qui explique l'emploi important et régulier de la pédale double dans Rhapsody of Fire. Quelques années après cela il s'inscrit à Drummers Focus pour se perfectionner. À cette époque, il jongle entre les groupes, et rejoint le groupe de son frère, qui est bassiste : Sieges Even.
C'est en 2000 qu'Alex Hozlwarth rejoint Rhapsody pour remplacer Daniele Carbonera sur les concerts en première partie de Stratovarius. Il commence les enregistrements avec le groupe en 2004 avec "The Dark Secret", bien qu'il soit censé jouer officiellement avec le groupe italien depuis l'album sorti en 2000 : Dawn Of Victory.
En 2011, son frère Oliver Holzwarth rejoint également Rhapsody of Fire, en tant que bassiste.